# Brett Camerota
Brett Camerota (Salt Lake City (Utah), 9 januari 1985) is een Amerikaanse noordse combinatieskiër. Hij vertegenwoordigde zijn vaderland op de Olympische Winterspelen 2006 in Turijn en op de Olympische Winterspelen 2010 in Vancouver.

## Carrière
Camerota maakte zijn wereldbekerdebuut in januari 2006 in Seefeld. Tijdens de Olympische Winterspelen van 2006 in Turijn eindigde de Amerikaan als achtendertigste op de Gundersen. Op de wereldkampioenschappen noordse combinatie 2007 in Sapporo eindigde Camerota als eenendertigste op de Gundersen. In Liberec nam de Amerikaan deel aan de wereldkampioenschappen noordse combinatie 2009, op dit toernooi eindigde hij als vierenvijftigste op de normale schans. Tijdens de Olympische Winterspelen van 2010 in Vancouver eindigde hij als zesendertigste op de normale schans, samen met Todd Lodwick, Johnny Spillane en Bill Demong veroverde hij de zilveren medaille in de landenwedstrijd.

## Resultaten

### Olympische Spelen
| Jaar | Plaats    | Resultaten                         |
| ---- | --------- | ---------------------------------- |
| 2006 | Turijn    | 38e 15 km Gundersen                |
| 2010 | Vancouver | 36e Gundersen NH · Landenwedstrijd |

### Wereldkampioenschappen
| Jaar | Plaats  | Resultaten          |
| ---- | ------- | ------------------- |
| 2007 | Sapporo | 31e 15 km Gundersen |
| 2009 | Liberec | 54e Gundersen NH    |

### Wereldbeker
Eindklasseringen
| Seizoen   | Plaats |
| --------- | ------ |
| 2005/2006 | 58e    |
| 2006/2007 | 50e    |
| 2008/2009 | 65e    |
| 2009/2010 | 56e    |